# Erhard Heinz

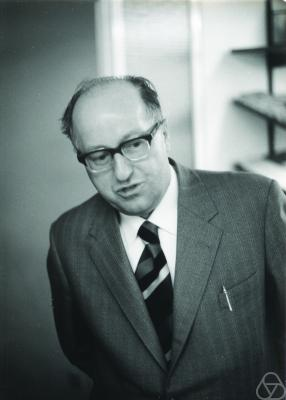
Erhard Heinz

Erhard Heinz (* 30. April 1924 in Bautzen; † 29. Dezember 2017 in Göttingen) war ein deutscher Mathematiker. Er arbeitete auf dem Gebiet der partiellen Differentialgleichungen, insbesondere der Monge-Ampèreschen Gleichungen.

## Leben und Wirken
Heinz promovierte 1951 an der Georg-August-Universität in Göttingen bei Franz Rellich über Beiträge zur Störungstheorie der Spektralzerlegung. Hiernach war er als Associate Professor und später als Professor in Stanford, München und ab 1966 in Göttingen tätig. 1992 wurde er emeritiert. 
Seit 1970 war Heinz ordentliches Mitglied der Akademie der Wissenschaften zu Göttingen. Zu seinen Doktoranden zählen Hans Wilhelm Alt, Wolf von Wahl, Willi Jäger, Helmut Werner, Reinhold Böhme, Friedrich Tomi und Friedrich Sauvigny.
Er beschäftigte sich vor allem mit der Existenz- und Regularitätstheorie für Systeme nichtlinearer, partieller
Differentialgleichungen, mit grundlegenden und richtungsweisenden Anwendungen in der Differentialgeometrie und der Mathematischen Physik. Dabei erzielte er entscheidende Resultate unter anderem zur Theorie der Flächen vorgeschriebener mittlerer Krümmung, insbesondere von Minimalflächen, zum Weylschen Einbettungsproblem und über Systeme vom Monge-Ampère-Typ. 1994 wurde Erhard Heinz mit der Georg-Cantor-Medaille der DMV ausgezeichnet.